# Kîrsanivka, Nîjnohirskîi
Kîrsanivka (în ucraineană Кирсанівка) este un sat în comuna Lîstvînne din raionul Nîjnohirskîi, Republica Autonomă Crimeea, Ucraina.

## Demografie
Componența lingvistică a localității Kîrsanivka
     Rusă (94,95%)
     Ucraineană (4,1%)
     Alte limbi (0,95%)
Conform recensământului din 2001, majoritatea populației localității Kîrsanivka era vorbitoare de rusă (94,95%), existând în minoritate și vorbitori de ucraineană (4,1%).